# Diátipo
Diátipo é um termo usado pela primeira vez pelo linguista Michael Gregory para descrever um tipo de variação de linguagem que é determinada pelo seu propósito social. Em sua formulação, variações de linguagem podem ser divididas em duas categorias: dialeto, para variações de acordo com o usuário (exemplo, Inglês vernacular negro), e diátipo, para variações de acordo com o uso (exemplo, a linguagem específica de boletins acadêmicos).
A distinção entre os termos nem sempre é clara; em alguns casos, uma variação de linguagem pode ser entendida tanto como um dialeto e um diátipo. O termo registro frequentemente é usado no lugar de 'diátipo'. Os termos estilo e gênero também podem se sobrepor em significado.
Três variáveis de dialeto são:
- Geográfico: Onde a comunidade falante está.
- Social: A qual(is) grupo(s) social(is) a comunidade falante pertence.
- Temporal: Em que época (presente ou histórica) a comunidade falante existe.

Diátipo geralmente é analisado em termos de:
- Campo: O assunto ou a ambientação do assunto.
- Tenor: Os participantes e seus relacionamentos.
- Modo: O canal de comunicação, como falada, escrita ou por sinais.